# Miljacka
Die Miljacka (serbisch-kyrillisch Миљацка) ist ein 36 Kilometer langer Fluss in Bosnien und Herzegowina. Er  fließt durch die Hauptstadt Sarajevo und wird aufgrund seiner häufig rotbraunen Färbung auch Roter Fluss genannt.  Die Farbe lässt auf einen hohen Anteil an Roterde schließen, die sich häufig in Dolinen ansammelt und als äußerst fruchtbar gilt. 

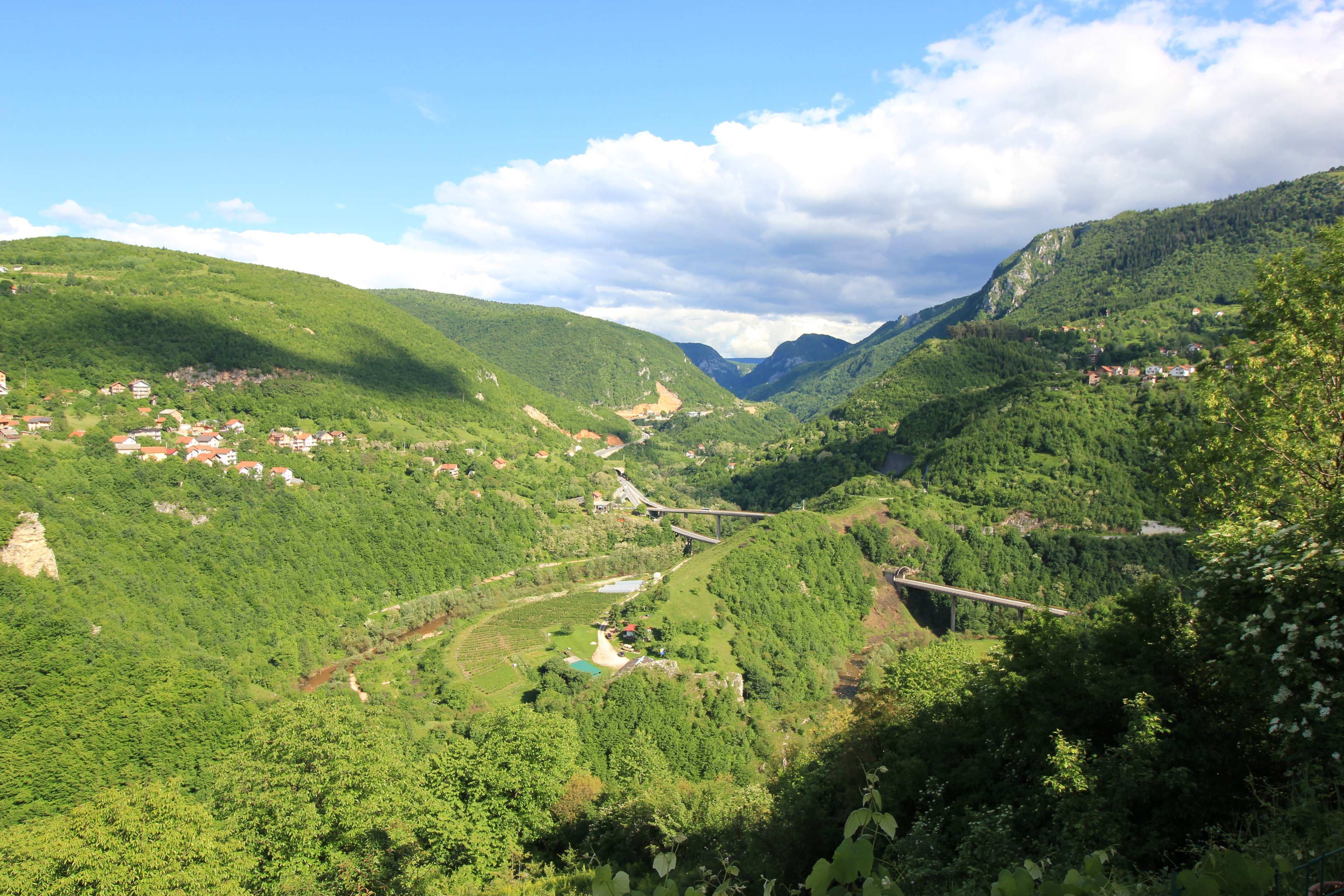
Tal der Miljacka östlich von Sarajevo

Die Miljacka entsteht aus dem Zusammenfluss der aus dem Romanija-Gebirge kommenden Miljacka Mokranjska („Miljacka aus Mokro“) und der am Nordhang der Jahorina entspringenden Miljacka Paljanska („Miljacka aus Pale“) in einer Schlucht knapp östlich der Sarajevoer Altstadt. Beide Quellflüsse sowie die vereinigte Miljacka bilden für die Region typische Schluchten im Kalkstein. Die Miljacka durchfließt nach ihrem Austritt aus der Schlucht die gesamte Sarajevoer Innenstadt von Ost nach West und passiert dabei u. a. die Vijećnica, die Kaisermoschee, die aschkenasische Synagoge und die Akademie der Künste. Danach verläuft sie parallel zur Allee Zmaja od Bosne, jener Hauptverkehrsachse, welche während der Belagerung der Stadt im Bosnienkrieg den unrühmlichen Namen Sniper Alley erhielt, weil Zivilisten, die sie in dieser Zeit überquerten, von den umliegenden Anhöhen aus beschossen wurden. 
Die berühmteste der zahlreichen Brücken über die Miljacka ist die Lateinerbrücke aus osmanischer Zeit, in deren Nähe am 28. Juni 1914  der österreich-ungarische Thronfolger Franz Ferdinand und seine Frau Sophie durch den 20-jährigen bosnischen Serben Gavrilo Princip erschossen wurden. Dieses Attentat gilt als Auslöser für den Ersten Weltkrieg. Das Tal der Miljacka östlich des Alten Rathauses bis hin zur Ziegenbrücke ist ein beliebtes Ausflugsgebiet der Sarajevoer Bevölkerung.
Wenige Kilometer westlich von Sarajevo mündet die Miljacka in die Bosna.
Der populäre bosnische Folk-Sänger Halid Bešlić veröffentlichte 2008 auf seinem Album „Beslic 08“ ein Liebeslied namens Miljacka, welches in den Nachfolgestaaten des ehemaligen Jugoslawiens zu einem großen Hit wurde.